# Britt Marie Hermesová
Britt Marie Hermes (rozená Deegan; narozena 1984) je bývalá americká naturopatka, která se stala kritičkou naturopatie a alternativní medicíny, je autorkou blogu Naturopathic Diaries, kde píše o svém vzdělání a praxi licencované naturopatky a o problémech naturopatů jako lékařů.
Hermesová se ve svých textech zabývá vzděláváním a praxí licencovaných naturopatů v Severní Americe a je známou odpůrkyní alternativní medicíny. Hermesová byla označena za whistleblowerku naturopatické profese a „naturopatickou odpadlici“.

## Biografie
Hermesová se narodila a vyrůstala v Kalifornii a v roce 2002 absolvovala střední školu Oak Park High School v kalifornském okrese Ventura. Hermesová uvedla, že se o přírodní medicínu začala zajímat už na střední škole, aby si mohla léčit lupénku, a že „špatná zkušenost s lékařem v dospívání ji přiměla k tomu, aby se věnovala naturopatické medicíně“.

### Vzdělání
V roce 2006 absolvovala bakalářské studium psychologie na San Diego State University (magna cum laude) a získala členství v čestné společnosti Fí Beta Kappa (ΦΒΚ).
V roce 2011 Hermesová získala doktorát medicíny na Bastyr University v Kenmore ve státě Washington.

#### Naturopatie
Nejprve získala licenci naturopatického lékaře ve státě Washington, kde poté absolvovala roční stáž na naturopatické klinice v Seattlu zaměřenou na pediatrii a rodinnou medicínu. Před ukončením studia naturopatie Hermesová spolu s dalšími studenty z Bastyru vycestovala do Ghany a Nikaraguy, kde poskytovala naturopatickou péči venkovským komunitám.
Hermesová se přestěhovala do Tucsonu v Arizoně, kde vykonávala praxi až do roku 2014 a používala titul „naturopatický lékař“.

Pracovala zde na ambulantní naturopatické klinice a měla federální číslo DEA, které jí umožňovalo předepisovat kontrolované látky. Ve své praxi předepisovala léky a objednávala testy, jako jsou rentgenové snímky, magnetická rezonance a krevní testy.

Poté, co se stala svědkem nezákonné a neetické léčby pacientů s rakovinou a poznala, že takové praktiky jsou v jejím oboru běžné kvůli špatnému vzdělání a nízkým profesním standardům, se rozhodla naturopatickou praxi opustit.
V době, kdy pracovala pro Michaela Uzikcka, dostal Uzick od Arizonské zkušební komise pro naturopatické lékaře vytýkací dopis za podávání Ukrajinu (polosyntetická látka získaná z vlaštovičníku většího a propagovaná jako lék k léčbě rakoviny a virových infekcí, včetně HIV a hepatitidy), který získal z neregistrovaného zdroje. Hermesová toto disciplinární opatření charakterizovala jako „symbolický trest“ a „plácnutí přes ruku“.

#### Konvenční medicína
V roce 2016 Hermesová absolvovala magisterské studium biomedicíny na univerzitě v německém Kielu se zaměřením na mikrobiom savců.
Od června 2017 je Hermesová doktorandem na univerzitě v Kielu v oboru evoluční genomika, kde studuje znaky koadopce mezi mikroby žijícími na člověku a lidským genomem.
Hermesová se v roce 2018 stala společnou laureátkou Ceny Johna Maddoxe, kterou uděluje organizace Sense about Science coby „začínající výzkumné pracovnici 'za její obhajobu a psaní o medicíně založené na důkazech'“. Porotce Colin Blakemore uvedl, že „příběh Hermesové je příběhem výjimečné odvahy“.
V současnosti žije v Německu.

## Aktivismus
Hermesová se domnívá, že naturopaté veřejnosti a zákonodárcům zkreslují své lékařské kompetence. Zastává následující postoje k regulaci naturopatů:
- Naturopatům by nemělo být dovoleno používat titul „lékař“ (v ČR tento titul užívat nemohou), protože to pacienty svádí k domněnce, že naturopaté mají lékařské vzdělání odpovídající vzdělání lékařů praktikujících medicínu založenou na důkazech.[6][15]
- Naturopatům by mělo být zakázáno léčit děti.[9][15] Upozorňuje na případ kanadského batolete, které zemřelo a jehož rodiče čelili trestnímu oznámení za to, že mu neposkytli dostatečnou lékařskou péči v případě smrtelné bakteriální meningitidy. Rodiče vyhledali léčbu u licencovaného naturopata v Albertě, který mu předepsal tinkturu z echinacey.[15][17][26] Ukázalo se však, že dotyčný naturopat dítě nikdy neviděl ani nevyšetřil – a dokonce ani nevěděl, že bylinný lék je určen pro někoho se smrtelnou nemocí,[27] navíc sami rodiče netušili, že by batole mohlo mít meningitidu. Dítě viděla jen zdravotní sestra, která rodičům řekla, že na batoleti nevidí nic zjevně špatného, ale přesto jim doporučila, aby šli na pohotovost.[28]
- Naturopatům by neměly být udělovány lékařské licence, a tam, kde již licenci mají, by měl být omezen rozsah jejich praxe.[29][30]

Hermesová založila petici na Change.org „Naturopaths are not doctors“ (Naturopaté nejsou lékaři), aby upozornila na nedostatky naturopatické medicíny a na politický program naturopatů, kteří chtějí do roku 2025 získat licenci v 50 státech USA a účast v systému Medicare. Naturopaté, včetně Americké asociace naturopatických lékařů, ji obvinili z pomluvy naturopatické profese.
Když byla v jednom rozhovoru dotázána na škody, které by mohly vzniknout z víry v naturopatii, odpověděla:
1. Náklady „této léčby mohou být velmi drahé, někdy stojí tisíce dolarů.
2. Víra v magii by „pacienty zřekla konvenční léčby, a to...“. Může oddálit léčbu nebo jim zabránit v tom, aby dostali léčbu, která by jim potenciálně mohla zachránit život“.[22]

Ve svém projevu na CSIconu v Las Vegas 2017 se Hermesová označila za bludařku, co se týče jejího naturopatického vzdělání, a výuku na naturopatických školách označila za pseudovědu.
V samostatném rozhovoru v roce 2018 komentovala jeden z rozdílů mezi naturopatickou medicínou a medicínou založenou na vědě, když uvedla: „Když procházíte naturopatickou školou, říkají vám, že to, co vás učí, je založeno na důkazech nebo na vědě. To jsou různé věci. „Evidence-based“ neznamená totéž co „science-based“. Homeopatie je opravdu dobrým příkladem, jak se snažit tyto pojmy rozlišovat. Můžete najít důkazy, dokonce i randomizované kontrolované studie, podle kterých to vypadá, že by homeopatie mohla fungovat. Z těchto výzkumů čerpáte. Tyto studie si vybíráte. Nyní máte terapii založenou na důkazech. Vědecky podložená ale znamená, že je skutečně věrohodná. Homeopatie není vědecky podložená. Je to nesmysl. Porušuje fyzikální zákony. Není věrohodná. Argumentem je, že bychom se měli ujistit, že je něco vědecky podložené, než vůbec přejdeme k tomu, abychom to studovali. Mělo by to nejprve projít vědeckým testem.“
Na obranu naturopatických praktik byl založen anonymní blog, který se pokusil rozebrat tvrzení Hermesové citováním nekvalitních studií naturopatů.
Hermesová také přispívá do časopisů Science-Based Medicine, KevinMD, Science 2.0 a Forbes.

### Naturopathic Diaries

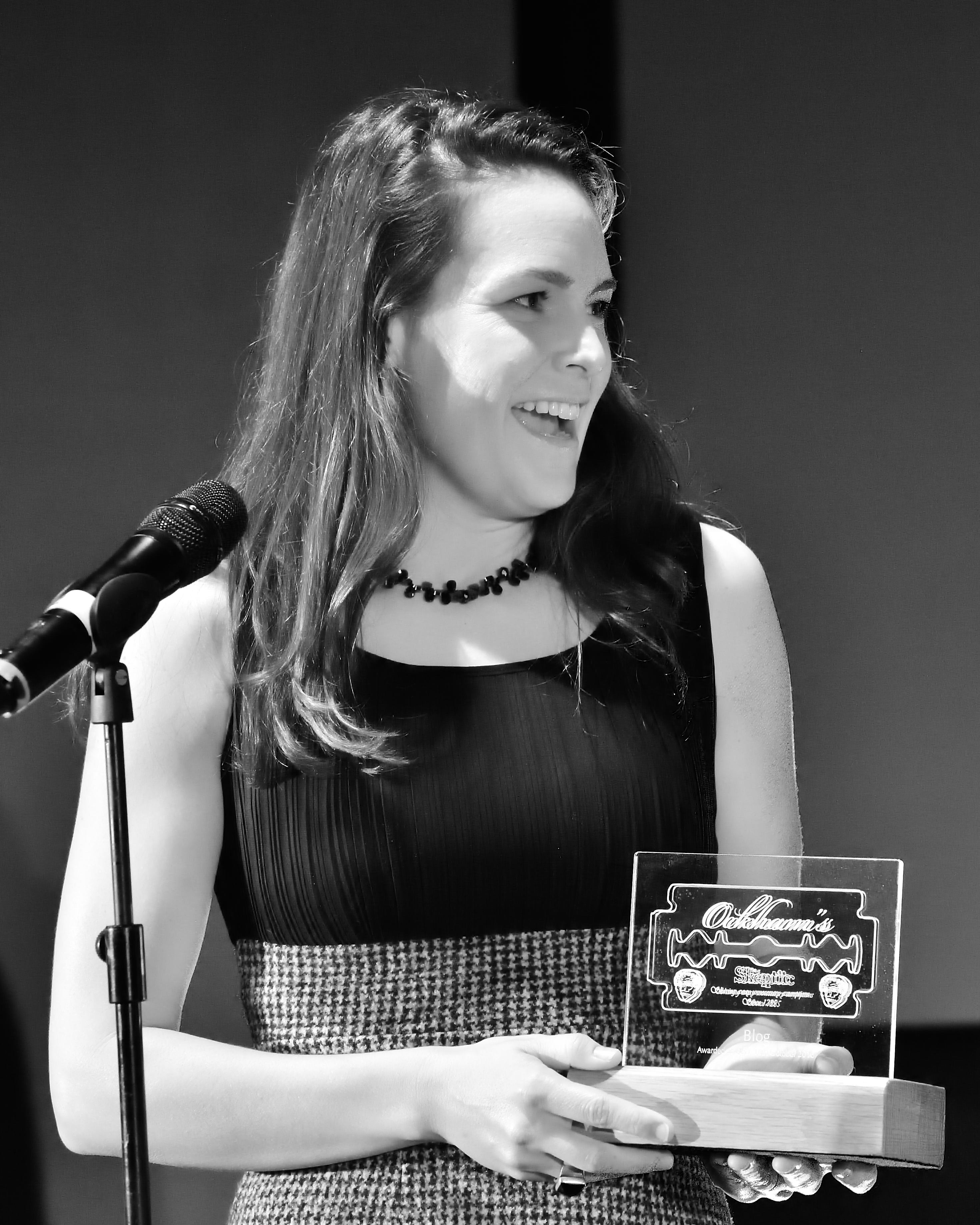
B. M. Hermesová dostává Ockham Award za nejlepší blog udělenou časopisem The Skeptic na QED 2016.

V roce 2015 Hermesová založila blog Naturopathic Diaries (Naturopatické deníky), jehož cílem je „dát do souvislostí nepravdivé informace šířené naturopatickou profesí“. Hermesová se zabývá nedostatkem informovaného souhlasu při výkonu povolání naturopata a selháním naturopatů při používání vědecky podložené medicíny. Její blog poskytuje pohled zevnitř na to, jak naturopaté praktikují a jak jsou školeni. Časopis The Skeptic udělil blogu Naturopathic Diaries v roce 2016 Ockhamovu cenu za nejlepší blog.
Hermesová zdokumentovala, jak naturopatické organizace prezentují zavádějící tvrzení o vzdělávání naturopatů ve srovnání s přípravou skutečných lékařů.. Tvrdí, že akreditované naturopatické programy nepřipravují studenty dostatečně na to, aby se stali kompetentními lékaři. Hermesová tvrdí, že naturopaté nejsou schopni rozpoznat závažné zdravotní stavy a léčit podle standardů péče kvůli nedostatečnému lékařskému vzdělání.
Popsala své zkušenosti s pozorováním licencovaných naturopatů, kteří často nesprávně diagnostikují pacienty a poskytují nevhodné lékařské rady, například nedoporučují očkování a léčbu rakoviny alternativními metodami. Charakterizovala naturopatické metody, zejména ty, které využívají vitamíny a doplňky stravy, jako metody bez dostatečných vědeckých důkazů a založené na přehnaných zdravotních tvrzeních. Názory Hermesové jsou v souladu s předchozí kritikou naturopatického vzdělávání a praxe a dále ji rozvíjejí.

#### Soud s Colleen Huberovou
Americká naturopatka Colleen Huberová podala v Německu na Hermesovou žalobu za pomluvu kvůli jejím výrokům o přírodní léčbě rakoviny a výzkumu, které byly zveřejněny na blogu v příspěvku o Huberové. Žaloba byla podána 17. září 2017 v německém Kielu.
Australian Skeptics řídili kampaň na získání finančních prostředků na pomoc Hermesové při její obhajobě. Kampaň během prvních devíti dnů dosáhla původního cíle 80.000 australských dolarů. V rozhovoru pro European Skeptics Podcast se prezident Australian Skeptics Eran Segev vyjádřil o kampani na získání finančních prostředků pochvalně, když řekl, že „skeptická komunita za lidmi skutečně stojí. Viděli jsme to u Kena Harveyho. Nyní to vidíme znovu.“
Dne 3. června 2019 Hermesová v Naturopathic Diaries oznámila, že „24. května 2019 rozhodl okresní soud (Landgericht) v německém Kielu v neprospěch naturopatické šarlatánky Colleen Huberové v žalobě pro pomluvu, kterou na mě podala.“ Hermesová také uvedla, že Huberová se může odvolat do začátku července 2019, „proti čemuž budu horlivě bojovat.“ Ve své prezentaci na CSIConu v Las Vegas v říjnu 2019 Hermesová poznamenala, že lhůta pro odvolání uplynula, a proto ji Huberová nemůže v Německu znovu žalovat.

Celou historii soudního sporu popsala v článku v časopise Skeptical Inquirer v roce 2020.

## Dílo
- 2018 Pseudoscience: The Conspiracy Against Science „An Inside Look at Naturopathic Medicine: A Whistleblower's Deconstruction of Its Core Principles“: MIT Press: ISBN 9780262037426[49]
- 2019 Pseudoscience in Child and Adolescent Psychotherapy: A Skeptical Field Guide: Cambridge University Press: ISBN 978-1316626955[50]